# Élections des gouverneurs américains de 2002
Les élections des gouverneurs américains de 2002 se sont déroulés le 5 novembre 2002, soit le même jour que les élections législatives de 2002 et les élections sénatoriales de 2002
Trente-six États et deux territoires ont voté pour élire leur gouverneur.
Bien que certains États basculent dans le camp républicain, ce sont les Démocrates qui enregistrent le plus de gains.

## Cadre institutionnel et mode de scrutin
Les législations et les constitutions des différents États des États-Unis fixent le déroulement des scrutins au niveau des États et au niveau local. Ces scrutins concernent différentes fonctions électives. Les gouverneurs et les lieutenant gouverneurs sont élus dans chaque État (parfois sur un « ticket » commun, parfois séparément, parfois sur des années différentes), et des gouverneurs sont aussi élus dans les territoires des Samoa américaines, de Guam, des Îles Mariannes du Nord, de Porto Rico et des Îles Vierges des États-Unis. Les membres des assemblées des États sont aussi élus.

## Résultats

Carte des résultats
Conservé par les Républicains.
Gagné par les Républicains.
Conservé par les Démocrates.
Gagné par les Démocrates.

| Parti | Parti             | États     | États    | États | États | Total | Total | Total | Territoires | Territoires | Territoires | Territoires |
| Parti | Parti             | Élections | Conservé | Gagné | Perdu | Avant | Après | +/−   | Élections   | Conservé    | Gagné       | Perdu       |
| ----- | ----------------- | --------- | -------- | ----- | ----- | ----- | ----- | ----- | ----------- | ----------- | ----------- | ----------- |
|       | Parti démocrate   | 11        | 3        | 11    | 8     | 21    | 24    | +3    | 2           | 1           | -           | 1           |
|       | Parti républicain | 23        | 13       | 9     | 10    | 27    | 26    | -1    | -           | -           | 1           | -           |
|       | Indépendants      | 2         | -        | -     | 2     | 2     | -     | -2    | -           | -           | -           | -           |
| Total | Total             | 36        | -        | -     | -     | 50    | 50    | -     | 2           | -           | -           | -           |